# بیکون غیرجهت‌دار

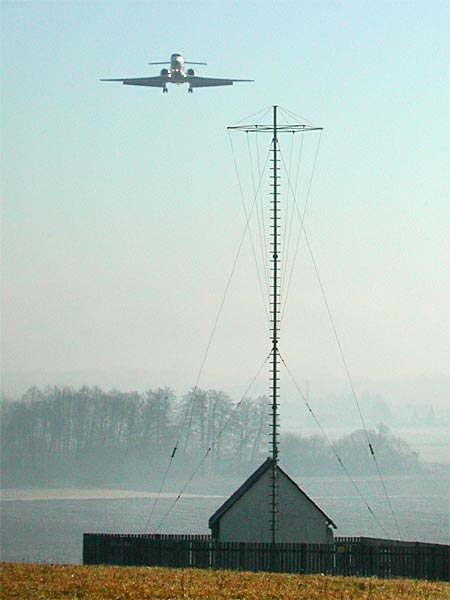
نمایی از فرودگاه کلاگن‌فورت که نوعی بیکون رادیویی غیر جهت‌دار (NDB) با علامت تماس KI روی موج ۳۱۳ کیلوهرتز، سینگال ارسال می‌کند. - ۱۵ ژانویهٔ ۲۰۰۷

بیکون غیر جهت‌دار یا «راهنمای غیر جهت‌دار» (به انگلیسی: Non-directional beacon) (مخفف انگلیسی: NDB) نوعی فرستنده سیگنال رادیویی است که برای مقاصد ناوبری در هوانوردی و دریانوردی استفاده می‌شود. هماگونه که از نام آن پیداست، این سیگنال‌ها حاوی اطلاعات در مورد جهت نیستد.